# Операция «Цитадель»
Операция «Цитадель»  (нем. Unternehmen Zitadelle) — летнее стратегическое наступление вермахта на северном и южном фасах Курской дуги, проводившаяся 5 июля — 12 июля 1943 года.
Цель наступления — «путём концентрического наступления окружить находящиеся в районе Курска войска противника и уничтожить их».
При этом предполагалось «широко использовать момент внезапности», «обеспечить максимальное массирование ударных сил на узком участке» и «осуществить наступление в возможно быстром темпе». При обнаружении отхода советских войск планировалось нанести рассекающие удары с вершины Курского выступа.
Успешное завершение наступления «Цитадель» должно «высвободить силы для выполнения последующих задач, в особенности подвижные соединения», и планируемая гитлеровским командованием «победа под Курском должна явиться факелом для всего мира».
Для отражения летнего наступления немцев Ставка Верховного Главнокомандования при непосредственном участии штабов ВФ и ЦФ разработала стратегический план летне-осенней кампании 1943 г., представлявший собой ряд взаимоувязанных стратегических операций фронтов как оборонительного, так и наступательного характера.
Непосредственно для срыва наступления по плану «Цитадель» разработана операция преднамеренной обороны, получившая (после успешного завершения) название Курская стратегическая оборонительная операция (5-23 июля). Отличительной чертой этого (судя по названию) оборонительного сражения явились действия наступательного характера (контрудары) советских войск, запланированные как заранее, так и в ходе боёв на северном и южном фасах Курской дуги.
Удара по вершине Курского выступа немцы нанести так и не смогли; советскому командованию удалось использовать все стратегические преимущества Курского плацдарма, нанеся с его западной части (вершины) мощный удар групп армий ЦФ и ВФ на Киевском и Сумском направлениях.

## Планирование весенне-летней кампании
Весной 1943 г. перед гитлеровским руководством встала задача выработки дальнейшей стратегической линии и плана боевых действий на летний период с целью взять реванш за поражение под Сталинградом.
Фельдмаршал Манштейн ожидал удара РККА на Группу армий «Юг»: через р. Донец в направлении Днепра. В феврале 1943 года он предлагал дождаться начала этого наступления и в фазе его развития нанести серию фланговых контрударов. Гитлер, ожидая политических осложнений в результате перехода к обороне и желавший во что бы то ни стало удержать Донбасс, отверг этот план. 10 марта Манштейн предложил другой план, заключавшийся в «срезании» Курского выступа быстрым наступлением сразу после окончания весенней распутицы. Наступление планировалось на полосе протяжённостью 1200 км, однако, благодаря советскому разведчику под псевдонимом "Вертер", работавшему, предположительно, в ближайшем окружении Гитлера, планы немецкого командования были известны в Москве, что позволило выстроить противотанковую оборону и сконцентрировать свои танковые силы. В Москве о планах верховного командования третьего рейха доложил агент Лютер.

### Март 1943 г.

#### Оперативный приказ Ставки вермахта № 5
13 марта 1943 г. ОКХ отдало за подписью Гитлера Оперативный приказ Ставки вермахта № 5, в котором указывалось на ведение боевых действий на Восточном фронте в ближайшие месяцы. В нём ставились задачи:
- упредить советские войска после окончания распутицы в наступлении на отдельных участках фронта
- навязать тем самым Красной Армии свою волю.

##### Задачи ГА «Юг» и «Центр»
Группе армий «Юг» предписывалось до середины апреля создать сильную танковую группировку севернее Харькова, а ГА «Центр» — ударную группировку южнее Орла. Концентрическими ударами затем с севера и юга уничтожить советские войска на Курском выступе.

##### Планирование наступления на Ленинград
На начало июля намечалось наступление на Ленинград «при максимальном сосредоточении всей имеющейся в распоряжении артиллерии с использованием новейшего наступательного оружия».
Чтобы высвободить силы для наступления на Курск, предусматривалось сократить Кубанский плацдарм и сдать Вяземский выступ фронта. Однако 28 марта принято новое решение: удерживать Новороссийск. Поэтому группа армий «А» смогла выделить только две дивизии, а около десятка дивизий остались оборонять Кубанский плацдарм.
В заключение говорится о сроках подготовки — «командующим группами армий доложить к 25 марта о своих планах».

#### Приказ Ставки Гитлера от 22 марта 1943 г.
План наступления «Цитадель» таил в себе большой риск из-за возможных ударов советских войск в р-не Орла или между Харьковом и Азовским морем. Поэтому ОКХ предложило провести юго-восточнее Харькова частную наступательную операцию для устранения угрозы из р-на Изюма.

##### Дополнение к оперативному приказу № 5
В Ставке предполагали, «что период распутицы в этом году на южном крыле Восточного фронта будет, вероятно, весьма коротким», в связи с этим Гитлер «приказал группе армий „Юг“ первоначально подготовить удар с форсированием р. Донец, чтобы уничтожить вражеские силы западнее Купянска.»
Этот удар должен был предварять генеральное наступление на Курск:

 «…чтобы обеспечить себя с тыла при наступлении в направлении Курска, которое будет осуществлено сразу же после указанного удара.» — Приказ Ставки Гитлера от 22 марта 1943 г.

#### Донесение Э. Манштейна от 22 марта 1943 г.
Во исполнение оперативного приказа № 5 группа армий доносит:
На рубеже Среднего Донца предусмотрены следующие наиболее существенные улучшения наших позиций:
а) захват излучины Донца южнее Савинцы силами 14-й пехотной дивизии.
б) овладение рубежом от Изюма до колена Донца юго-восточнее Савинцы в связи или во взаимодействии с операцией, указанной в пункте «а». О времени и способе этих действий будет донесено особо.

##### Реорганизация и пополнение
Манштейн отмечает, что «реорганизация в общем закончится к концу апреля, а полностью — к середине мая», причём некоторые подвижные соединения будут боеспособными «лишь в ограниченном масштабе».
Созданная сильная 4-я танковая армия будет «готовой к действиям … не ранее чем в начале или в середине мая».
Нужны резервы — «пока инициатива окончательно не перейдет в наши руки, необходимо оставить по одному подвижному корпусу за фронтом 6-й и 1-й танковой армий.»
В заключение Манштейн «вынужден» доложить, что силы группы армий «Юг» «недостаточны для решения поставленных перед ней задач…» :

Если для обороны использовать хотя бы всего пять танковых и моторизованных дивизий, то для наступательных действий останется лишь восемь подвижных соединений, причем данной армии не будет выделено ни одной пехотной дивизии.
Вынужден указать на то, что группа армий «Юг» при протяженности своего фронта в 650 км располагает лишь 24 пехотными и 13 танковыми и моторизованными дивизиями, в то время как группа армий «Центр» при протяженности фронта 1250 км имеет 69 пехотных и 13 танковых и моторизованных дивизий.— Донесение командующего группой армий «Юг» от 22 марта 1943 г.

#### Телеграмма Г. Клюге от 24 марта 1943 г.
В соответствии с оперативным приказом № 5 группа армий доносит:
1. В период распутицы наряду с дальнейшим строительством позиций будет продолжаться … восстановление боеспособности возможно большего числа дивизий и частей резерва главного командования сухопутных войск, в первую очередь соединений, предназначенных для наступления…
2. Предусмотрено включение в состав 9-й армии, которой предстоит нанести удар из района южнее г. Орел, следующих сил:
- 41-й танковый корпус (наносит удар)
- 46-й танковый корпус (наносит удар)
- 47-й танковый корпус (наносит удар)
- 23-й армейский корпус (во втором эшелоне)
- 20-й армейский корпус (на западном фланге) шесть танковых, одна моторизованная, одна штурмовая и четыре пехотных дивизии.

В соответствии с первым дополнением к оперативному приказу № 5 командование ГА «Центр» рассчитывает, что 9-я армия сосредоточится для наступления приблизительно к 1 мая.
После проведения операции и выхода на новую, более короткую линию (рубеж) восточнее Курска управление 9-й армии с большей частью своих ударных сил может быть использовано для выполнения другой задачи.

### Апрель 1943 г.

#### Действия советского командования
В начале апреля 1943 г. советское командование на основании агентурных данных, а также авиационной и фронтовой разведки сделало анализ обстановки и прогноз на весенне-летний период.
Важные сведения поступили от работавшего на советскую разведку английского дешифровальщика Джона Кернкросса (оперативные псевдонимы «Мольер», «Лист», «Карел»), имевшего прямой доступ к расшифровке перехваченных англичанами радиограмм вермахта. По словам Антонова В. С., «в апреле 1943 года „Лист“ сообщил крайне важную информацию о том, что в ходе летней военной кампании Германия намерена взять реванш за поражение под Сталинградом и развернуть широкомасштабное наступление в районе Курска и Орла (операция „Цитадель“)».

##### Донесения штабов ЦФ и ВФ
Прочитав доклад Жукова Г. К., Сталин И. В. «распорядился запросить мнение фронтов».
10 апреля 1943 г. было получено Донесение штаба ЦФ, подписанное начальником штаба фронта М. С. Малининым.
Мнение руководства ВФ было получено позднее — 12 апреля 1943 г.

Таким образом, в период с 8 по 12 апреля 1943 г. советское командование уже имело своё мнение «о целях противника в весенне-летний период», то есть до подписи А. Гитлером «Оперативного приказа Ставки вермахта № 6» — на операцию «Цитадель» 15 апреля.

#### Проект плана операции «Цитадель» от 12 апреля 1943 г.
Отметим, что кодовое наименование плана наступления — «Цитадель» уже присутствует в «Проекте от командования группы армий „Центр“ от 12 апреля», в котором приводятся основные параметры операции в том числе для 9-й армии, ВВС, расчёт времени и ресурсов.
Имеющиеся разведданные о противнике «свидетельствуют больше о его оборонительных, чем наступательных намерениях». Тем не менее, как при советском наступлении «в направлении Харькова, так же как и в случае немецкого наступления», — «нужно считаться с возможностью наступательных действий противника с целью отвлечения и сковывания наших сил как в районе Дмитриева, так и перед восточным и северным участками полосы 2-й танковой армии».

#### Окончательный вариант наступления «Цитадель» от 15 апреля 1943 г.
В ходе подготовки стратегического наступления по плану «Цитадель» выяснилось, что к концу апреля войска не успевают восполнить потери в живой силе и технике.
В середине апреля Гитлер лично подписывает «Оперативный приказ Ставки вермахта № 6» :

 «Я решил, как только позволят условия погоды, провести наступление „Цитадель“ — первое наступление в этом году. Этому наступлению придается решающее значение. Оно должно завершиться быстрым и решающим успехом. Наступление должно дать в наши руки инициативу на весну и лето текущего года.»
 — Приказ Гитлера №6 на операцию "Цитадель"
Предполагалось «одним ударом пробить оборону противника» и «как можно быстрее перебросить из глубины силы для прикрытия флангов ударных группировок с тем, чтобы последние смогли продвигаться только вперед».
Для этого необходимо, чтобы «на направлении главных ударов должны быть использованы лучшие соединения, наилучшее оружие, лучшие командиры и большое количество боеприпасов».
Определяется начало операции — «самым ранним сроком наступления является 3 мая».

### Май 1943 г.
В одной из сводок разведотдела ГШ сухопутных войск Германии от 2 мая 1943 г. говорилось :

 «По некоторым новым сообщениям, не исключено, что противник разгадал подготовку немецкого наступления…» — G. Heinrici G. Hauck W. Zitadelle. «Wehrwissenschaftliche Rundschau» №8-10, 1965.
Неуверенность в успехе наступления заставило немецкое командование неоднократно переносить начало операции :

 Наступление, первоначально назначенное на 3 мая, было впервые отложено по решению фюрера 29 апреля, так как танковое, самоходное и противотанковое оснащение наступающих дивизий оказалось недостаточным по сравнению с мощной системой обороны противника. На основе вероятных сроков поставок снаряжения для тяжелых танков и противотанковых пушек начало операции намечено на 12 июня. События в Средиземноморском районе вызвали, однако, новую отсрочку операции «Цитадель». Однако 18 июня фюрер, учитывая соображения штаба оперативного руководства, окончательно высказался за проведение наступательной операции «Цитадель». 21 июня фюрер назначил наступление на 3 июля, а 25 июня установил окончательный срок — 5 июля. — Из дневника военных действий штаба Верховного главнокомандования вермахта
В «Дневнике» также говорится об информационном прикрытии операции, в связи с чем начальник штаба оперативного руководства дал указания начальнику отдела пропаганды относительно наступления «Цитадель» :

… необходима широкая пропаганда наступательной мощи войск без раскрытия задач на этот год на Востоке. Наши истинные намерения — наступление с ограниченной целью — не должны раскрываться. Поэтому целесообразно представить дело так, что наступление начато русскими, но сорвано нашими оборонительными действиями, перешедшими в контрнаступление, которое привело к разгрому противника. Такое изображение обстановки понизит наступательную мощь противника и подчеркнет мощь нашей обороны и резервов на Востоке. Благодаря этому открытие союзниками второго фронта может быть отсрочено до завершения боев на Востоке.

### Июнь 1943 г.

#### Северная группировка
14 июня 1943 г. В. Модель определяет задачи корпусам 9-й армии на предстоящую наступательную операцию «Цитадель», предупреждая, что «увеличенные силы противника ожидают нападения группы Вейс».
Под кодовым названием «группа Вейс» в документах обозначена 9-я армия, и также :

 «Предполагается, что противник ведет подготовку собственной наступательной операции на случай, если наша операция не будет проведена. (Имеется в виду Орловская наступательная операция „Кутузов“. — Е. Щ.)» — Задание В. Моделя на операцию «Цитадель» от 14 июня 1943 г.
18 июня командующий ГА «Центр» ген.-фельдмаршал фон Клюге отправил телеграмму начальнику генерального штаба (ГШ) сухопутных войск с просьбой доложить о её содержании Гитлеру. В ней Клюге говорит, что «нам не избежать на Восточном фронте русского наступления» и «… я не верю, что русские выступят лишь после начала десантной операции западных держав».
Лучшим вариантом командующий ГА «Центр» считает «проведение наступления по плану „Цитадель“ группировкой сил, установленной приказом и в основном уже созданной», а «чисто оборонительные действия…приведут к немедленному распылению наших сил» и «даже выдержав это оборонительное сражение, мы все равно, по-видимому, были бы вынуждены оставить Орловский выступ в целях экономии сил…».

#### Южная группировка
20 июня 1943 г. командованием 4-й танковой армии (ТА) дана оценка обстановки для проведения операции «Цитадель» и её продолжения.
Отмечено, что наступление «займет более продолжительное время, чем можно было предполагать до сего времени», и «задача 4-й танковой армии будет состоять в разгроме 1-й танковой русской армии, ибо без её уничтожения дальнейшее проведение операции немыслимо».
28 июня 1943 г. отдан «Приказ по 4-й танковой армии от 28 июня 1943 г.», поставивший общие задачи для 4-й танковой армии и её корпусам — 48-му танковому корпусу (тк), 2-му танковому корпусу СС (2 тк СС), 52-му армейскому корпусу.
Планируется, что 2-й танковый корпус СС «своими главными силами на северо-восток южнее участка Псел, а правым флангом — через Прохоровку», группа «Кемпф» при этом «наступает левым флангом (6-я танковая дивизия) из Белгорода через Сабинино в направлении на Прохоровку».

### Июль 1943 г.
1 июля 1943 г. оперативной группе Кемпфа поставлен «Приказ на операцию „Цитадель“ № 1 (Новый вариант)», с целью «обеспечить всю операцию, ведя наступление на восток». При этом «4-я танковая армия прорывает оборону противника в направлении на Курск, продвигаясь через рубеж Марьино — Обоянь, и устанавливает как можно быстрее связь с наступающей с севера 9-й армией».
Группа Кемпфа «удерживает рубеж по р. Донец от правого фланга до устья р. Нежеголь и захватывает рубеж Нежеголь, Короча до Корочи», а также «вместе с танковыми силами наносит удар в общем направлении Скородное, чтобы взять на себя прикрытие фланга на участке Короча, излучина Сейма, южнее Мантурова».
Предусматривается, что советское командование «сможет также, используя имеющиеся резервы, провести отвлекающую операцию». В качестве цели при этом может быть овладение районом Харькова.

## Кризис наступательной операции «Цитадель»

### Южный фас

#### Совещание 11 июля в Долбино
Вопрос о вводе резервов ставился на совещании утром 11 июля 1943 г. (станция Долбино, на перегоне Белгород — Харьков), о чём Э. фон Манштейн тоже не упоминает в мемуарах. Тем не менее В. Замулин пишет, что фельдмаршал «был вынужден собрать на станции Долбино (на перегоне Белгород — Харьков) всех командующих и их начальников штабов, чтобы решить вопрос»:
«Что же делать дальше и возможно ли вообще выйти обоими соединениями — 2-го тк СС и З-го тк к Прохоровке».
Отрывок из стенограммы обсуждения по мнению В. Замулина «рисует безрадостную картину, сложившуюся после шести суток наступления наиболее мощной группировки вермахта на Восточном фронте»:

 «Манштейн: Поворот на юг и движение в южном направлении должно быть осуществлено более чем одной дивизией. Наступление же в северо-восточном (прохоровском направлении. — З. В.) сейчас ещё возможно, но будет невозможно позднее, так как противник сосредоточил новые танковые силы в этом районе (в районе Прохоровки. — З. В.) . Если атака З-го тк окажется неудачной, то ему следует перейти в оборону и можно будет использовать его соединения на правом фланге (4-я Т А. — З. В.) или к северу от Обояни для развития наступления в западном направлении. 24-й тк прибудет не ранее 17 июля, и его планируется использовать для наступления в западном направлении, если З-й тк все ещё не сможет быть использован для этого.
Фангор: Было бы хорошо, если бы 2-й тк СС продолжил своё наступление на северо-восток (на Прохоровку. — З. В.), так как все, запланированное ранее, строилось в расчете на это. И что было бы лучше для удара на юг/юго-восток (навстречу 3-му тк. — З. В.) использовать 24-й тк, а не 2-й тк СС .
Манштейн: 24-й тк прибудет слишком поздно и предложил командующему 4-й ТА рассмотреть вариант, при котором 1б7-я nд была бы использована для помощи атакующему в северном направлении З-му тк». — Замулин В. Н. 3абытое сражение Огненной Дуги. -  М.: Яуза, Эксмо, 2009.

#### Приказ XXIV тк о перегруппировке
Манштейн пишет, что «XXIV тк в связи с угрозой вражеского наступления на Донецком фронте был подчинен группе, однако не для свободного его использования».
Замулин В. Н. приводит архивные данные, говорящие — "вечером 12 июля, когда о прекращении операции ещё не было и речи, Манштейн отдал ряд распоряжений для реализации плана дальнейшего наступления. Так, в 21.10 он направил приказ В. Нерингу о перегруппировке соединения в район Белгорода:

 «Танковая дивизия СС „Викинг“ — в район Белгорода, а именно: Болховец (5 км сев.-зап. дороги Белгород — Болховец) — 6 км юго-зап. дороги Белгород — Репное. 23-я танковая дивизия — в район Должик, Орловка, Бессоновка, Алмазовка. Группе обеспечения II тк СС, находящейся на этом участке, немедленно скрытно для разведки противника свернуться, чтобы освободить территорию»" — NARA, Т. 313, R. 366, f. 00421
Как видим, 12 июля как минимум две танковые дивизии перебрасывались под Белгород, причём «группа обеспечения II тк СС» уже была там.

## Комментарии
1. ↑  Наступление лета 1943 г. напоминало план «блицкрига» 41-го; нем. Blitzkrieg «молниеносная война» ← Blitz «молния» + Krieg «война».